# Joseph Mercieca
Joseph Mercieca (ur. 11 listopada 1928 w Victorii, zm. 21 marca 2016 w Żejtun) – maltański duchowny rzymskokatolicki, biskup pomocniczy Malty w latach 1974–1976, arcybiskup metropolita Malty w latach 1976–2006.

## Życiorys
Święcenia kapłańskie otrzymał 8 marca 1952.

## Episkopat
20 lipca 1974 papież Paweł VI mianował go biskupem pomocniczym Malty ze stolicą tytularną Gemellae in Numidia. Sakry biskupiej udzielił mu 29 września 1974 ówczesny ordynariusz - abp Mikiel Gonzi.
29 listopada 1976 został arcybiskupem Malty. Na emeryturę przeszedł 2 grudnia 2006, a jego następcą został abp Paul Cremona.